# The Bone & Joint Journal
The Bone & Joint Journal ist eine medizinische Fachzeitschrift.

## Herausgeber
Die wissenschaftliche Fachzeitschrift wird von der British Editorial Society of Bone & Joint Surgery im Auftrag der folgenden Gesellschaften veröffentlicht:
- Australian Orthopaedic Association
- British Orthopaedic Association
- British Orthopaedic Research Society
- Canadian Orthopaedic Association
- Canadian Orthopaedic Research Society
- European Federation of National Associations of Orthopaedics and Traumatology
- European Orthopaedic Research Society
- Irish Orthopaedic Association
- New Zealand Orthopaedic Association
- South African Orthopaedic Association

Die Zeitschrift bezieht sich auf eine gemeinsame Vergangenheit mit der amerikanischen Zeitschrift The Journal of Bone & Joint Surgery mit der Bandzählung, die im Jahr 1919 beginnt. Die britische Ausgabe erschien erstmals im Februar 1948 unter dem Namen The Journal of Bone & Joint Surgery (British Edition) und grenzte sich damit von der amerikanischen Ausgabe The Journal of Bone & Joint Surgery (American Edition) ab. Die beiden Ausgaben waren finanziell und redaktionell unabhängig voneinander. Im Jahr 2013 erfolgte die Umbenennung zum derzeitigen Namen. Die Zeitschrift erscheint mit zwölf Ausgaben im Jahr. Es werden Arbeiten veröffentlicht, die sich mit orthopädischen und unfallchirurgischen Fragestellungen beschäftigen.
Derzeit wird der Impact Factor für den alten und den neuen Titel ermittelt. Im Jahr 2014 lag der Impact Factor für The Journal of Bone & Joint Surgery (British Edition) bei 3,309. Nach der Statistik des ISI Web of Knowledge wird das Journal mit diesem Impact Factor in der Kategorie Chirurgie an 25. Stelle von 198 Zeitschriften und in der Kategorie Orthopädie an fünfter Stelle von 72 Zeitschriften geführt. Für das Bone & Joint Journal lag der Impact Faktor 2018 bei 4,301, was zur sechsten Stelle von 76 Journals in der Kategorie Orthopädie führte, und 2020 bei 4,306.